# Sopdu

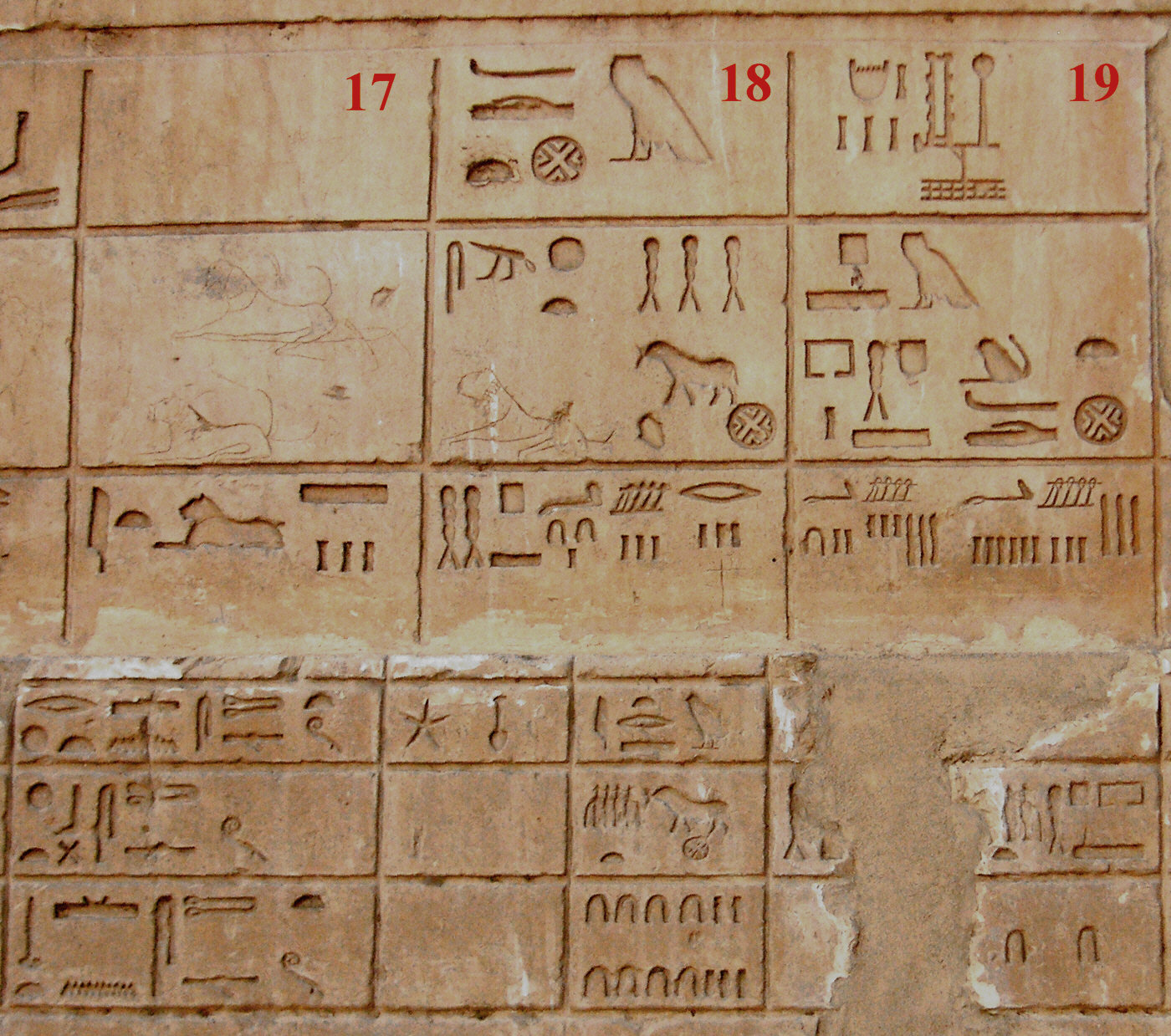
Sopdu, län 20, på "Vita kapellets" vägg i Karnak.

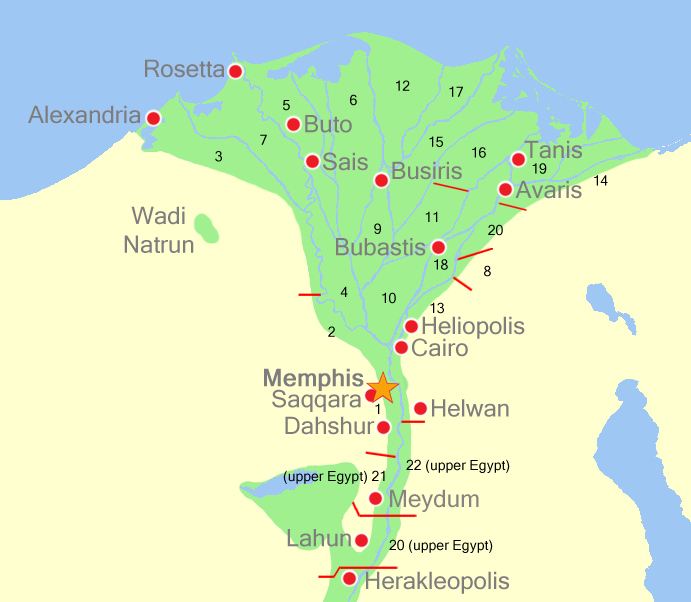
Lägeskarta över nomoi i Nedre Egypten.

Sopdu ("Falken", även Septu) var ett av de 42 nomoi (länen) i Forntida Egypten.
| G13 · R12 · N24 |

Sopdu med hieroglyfer

## Geografi
Sopdu var ett av de 20 nomoi i Nedre Egypten och hade nummer 20.
Länets storlek går ej att utläsa, vanligen var länen cirka 30–40 km långa och ytan beroende på Nildalens bredd eller öknens början. Ytan räknades i cha-ta (1 cha-ta motsvarar 2,75 ha) och längden räknades i iteru (1 iteru motsvarar 10,5 km).
Niwt (huvudorten) var Per-sopdu/Soped (dagens Saft al-Henna).

## Historia
Varje län styrdes av en nomark som officiellt lydde direkt under faraon.
Varje Niwt hade ett Het net (tempel) tillägnad områdets skyddsgud och ett Heqa het (nomarkens residens).
Länets skyddsgud var Sopdu och bland övriga gudar dyrkades främst Atum och Shu.
Idag ingår området i guvernementet ash-Sharqiyya.